# Exechiopsis grassatura
Exechiopsis grassatura är en tvåvingeart som först beskrevs av Eberhard Plassmann 1978.  Exechiopsis grassatura ingår i släktet Exechiopsis och familjen svampmyggor. Enligt den finländska rödlistan är arten otillräckligt studerad i Finland. Arten är reproducerande i Sverige. Artens livsmiljö är naturmoskogar. Inga underarter finns listade i Catalogue of Life.